# Gertrud Fauth
Gertrud Luise Elisabeth Fauth (* 15. Februar 1886 in Höxter; † 6. Juni 1932 in Berlin) war eine deutsche Lehrerin und Schriftstellerin.
Gertrud Fauth, Tochter des Gymnasiallehrers Franz Fauth, studierte in München und Straßburg und wurde 1913 promoviert. Im Mai 1914 legte sie das Staatsexamen für das höhere Lehramt ab. Ab Oktober 1915 unterrichtete sie am Luisenlyzeum in Berlin, wo sie bis zu ihrem Ruhestand 1926 blieb. Sie war auch als Literatur- und Kunstkritikerin tätig.

## Schriften (Auswahl)
- Jörg Wickrams Romantechnik. Dissertation Universität Straßburg 1914.
- Jörg Wickrams Romane (= Einzelschriften zur elsässischen Geistes- und Kulturgeschichte 2). Trübner, Straßburg 1916.
- Jörg Wickram: Der Jungen Knaben Spiegel, ein Schön Kurtzwyligs Büchlein ... Nebst Einführung und Nachwort hrsg. von Gertrud Fauth (= Jahresgaben der Gesellschaft für Elsässische Literatur 6). Trübner, Straßburg 1917.
- Agamemnon des Aischylos. Nachdichtung. Dreiländer-Verlag, München 1920.
- Der Strauß: ein Buch für junge Mädchen; im Auftrage des Berliner Lehrerverbandes. 1925